# Rudawka (województwo podkarpackie)

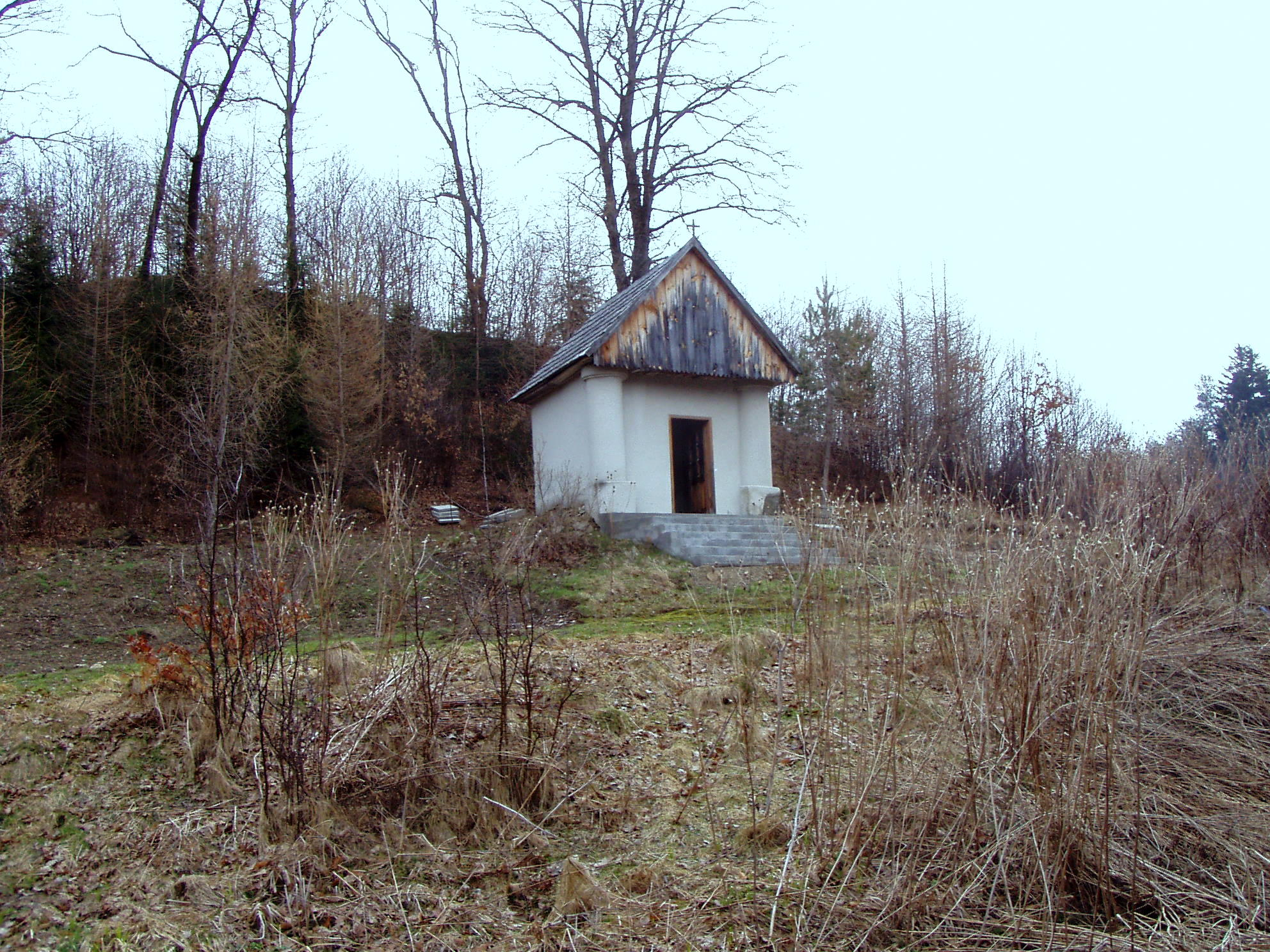
Kapliczka w Rudawce

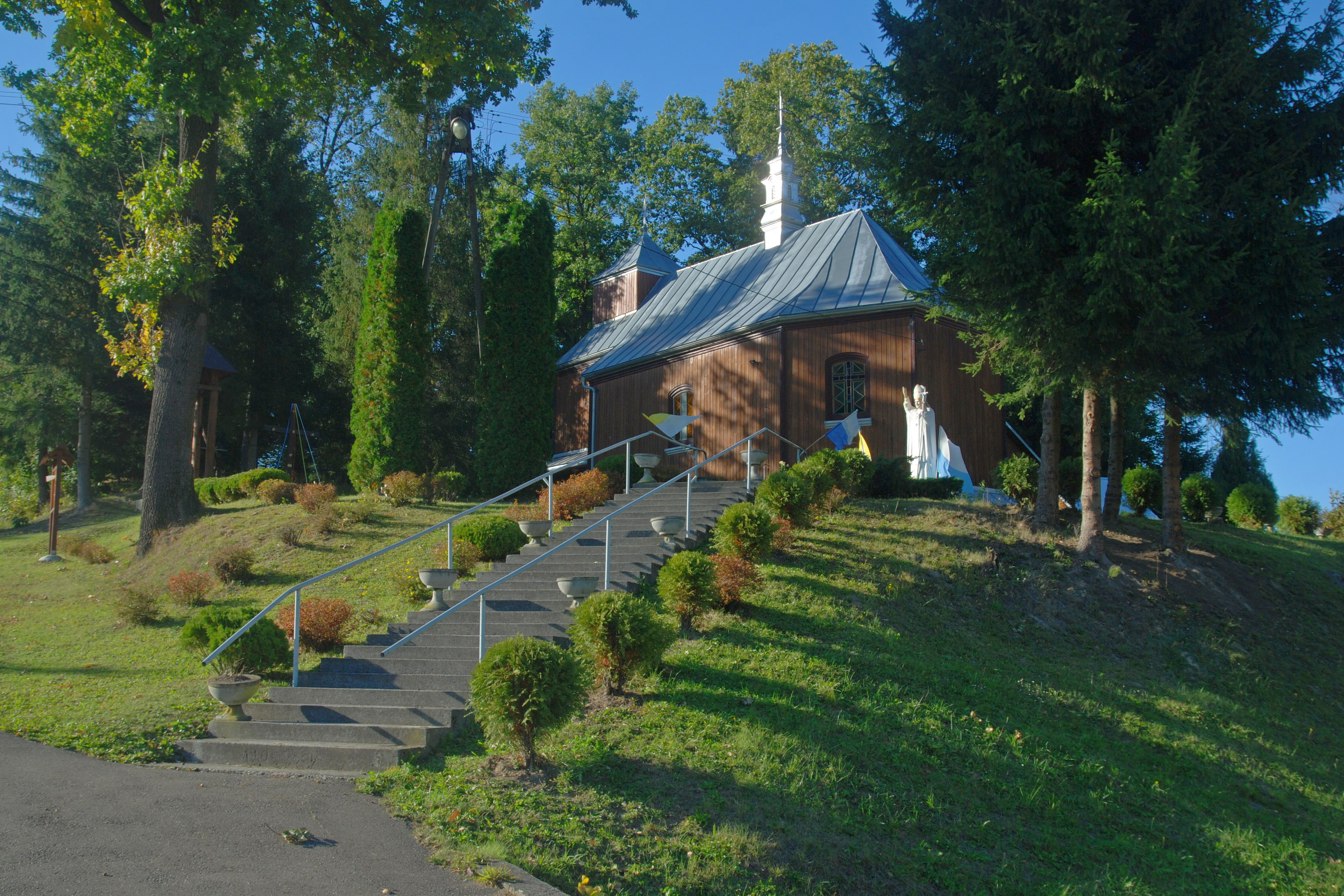
Dawna cerkiew św. Sawy w Rudawce

Rudawka – wieś w Polsce położona w województwie podkarpackim, w powiecie przemyskim, w gminie Bircza. Leży na terenie Pogórza Przemyskiego, nad potokiem Rudawka dopływem Stupnicy.
W latach 1975–1998 miejscowość administracyjnie należała do województwa przemyskiego.

## Części wsi
| SIMC    | Nazwa      | Rodzaj    |
| ------- | ---------- | --------- |
| 0599592 | Zabrzeskie | część wsi |

## Historia
Wieś powstała w połowie XV wieku, wchodziła w skład dóbr birczańskich. Istniała przed 1464 roku. Wieś prawa wołoskiego, położona była w drugiej połowie XV wieku w ziemi sanockiej województwa ruskiego. Pierwsza wzmianka (o intensywnej gospodarce pasterskiej) pochodzi z 1485 r.
W spisie z 1510 r. wykazano podatki płacone od 5 łanów, młyna i 100 owiec.
W latach 1517–1521 występują wzmianki o providus Ivanus Munkacz scultetus hereditarius de Rudawka.
W XVII wieku wieś była własnością Stanisława Stadnickiego, zwanego "Diabłem łańcuckim" – w tych czasach była siedzibą rozbójników napadających na sąsiednie miejscowości. Później była własnością jego syna – Zygmunta Stadnickiego.
W XVIII i XIX wieku działała w miejscowości huta szkła. Na początku XIX wieku wieś należała do austriackiej rodziny Schmid.
Na przełomie XIX i XX wieku właścicielami Rudawki oraz pobliskiego Kotowa była rodzina Porembalskich. W połowie XIX wieku właścicielami posiadłości tabularnej w Rudawce byli Jerzy i Wiktora Podembalscy. Później dobra posiadał Henryk Kapiszewski. 
W II Rzeczypospolitej wieś położona powiecie dobromilskim województwa lwowskiego. W latach 1944–1945 nacjonaliści ukraińscy z OUN-UPA zamordowali tutaj 21 Polaków i 3 Ukraińców oraz spalili część gospodarstw.

## Demografia
- 1796 – 185 unitów, 34 łacinników i 15 żydów (powierzchnia wsi: 10,48 km²)
- 1840 - 374 unitów
- 1859 - 385
- 1879 - 432
- 1899 - 507
- 1926 - 539
- 1929 - 840 mieszkańców
- 1938 - 843 unitów
- 2011 - 212 mieszkańców

Informacje o miejscowości z 1929:
- właściciel ziemski: Eljasz Leon (330 ha),
- drzewo: Bezem A.,
- kołodziej: Mliczek J.,
- kowal: Gąska J.,
- różne towary: Bezem E. i L.,
- stolarz: Pleśniak J.,
- tartak parowy: Eljasz Leon,
- tytoniowe wyroby: Mezem M.

29 listopada 1945 wieś została spalona przez UPA.

### Etymologianazwy wsi
Nazwa wsi Rudawka i potoku Rudawka pochodzi prawdopodobnie od "rudych" gleb bagiennych w dolinie potoku – są to darniowe rudy żelaza.

## Zabytki
- Cerkiew św. Sawy w Rudawce – zbudowana w 1796, obecnie użytkowana jako kościół rzymskokatolicki pw. Podwyższenia Krzyża Świętego.